# جایزه نبیولا برای بهترین رمان
جایزه نبیولا برای بهترین رمان (Nebula Award for Best Novel)، یکی از جوایز نبیولا است که هرساله از سوی انجمن نویسندگان علمی‌تخیلی و فانتزی ایالات متحده آمریکا به بهترین داستان با بیش از چهل‌هزار واژه در این ژانرها اعطا می‌شود. این جایزه تنها به کتاب‌هایی که به زبان انگلیسی در خاک ایالات متحده آمریکا منتشر شده‌اند (و یا در وب و به صورت الکترونیکی منتشر شده‌اند) تعلق می‌گیرد. اعطای این جایزه از سال ۱۹۶۶ آغاز شده‌است.

## برندگان
| سال  | نویسنده           | نام کتاب              |
| ---- | ----------------- | --------------------- |
| ۱۹۶۶ | فرانک هربرت       | تل‌ماسه (رمان)         |
| ۱۹۶۷ | دنیل کیز          | گل‌هایی به یاد الجرنون |
| ۱۹۷۰ | اورسلا لوگویین    | دست چپ تاریکی         |
| ۱۹۷۱ | لری نیون          | رینگ ورلد             |
| ۱۹۷۴ | آرتور سی. کلارک   | ملاقات با راما        |
| ۱۹۷۵ | اورسولا لو گویین  | خلع‌شدگان              |
| ۱۹۷۶ | جو هالدمن         | جنگ ابدی              |
| ۱۹۷۷ | فردریک پوهل       | من پلاس               |
| ۱۹۷۸ | فردریک پوهل       | دروازه (رمان)         |
| ۱۹۸۰ | آرتور سی. کلارک   | چشمه‌های بهشت          |
| ۱۹۸۵ | ویلیام گیبسون     | نیورومنسر             |
| ۲۰۰۳ | نیل گیمن          | خدایان آمریکایی       |
| ۲۰۱۰ | پائولو باچیگالوپی | دختر ویندآپ           |
| ۲۰۱۴ | ان لکی            | عدل الحاقی            |